# Poslijerimska Britanija
Poslijerimska Britanija (eng. Sub-Roman Britain) je pojam kojim se označuje povijesno razdoblje na otoku Britaniji. Izveden je iz arheološke oznake za materijalnu kulturu kasne antike na tom otoku. Pojam je izmišljen da bi se opisalo krhotine i artefakte na mjestima iz 5. i 6. stoljeća. Prvotno je impliciralo raspad dobara koje se ondje proizvodilo za razliku od dobara višeg standarda koje se je ondje proizvodilo za vrijeme Rimskog Carstva. Danas se tim pojmom označuje povijesno razdoblje. Iako je kultura na britanskom otoku uglavnom nastala od starorimskih i keltskih vrela, ondje je bilo i Sasa naseljenih kao federati. Ti su Sasi bili iz Saske iz današnje sjeverozapadne Njemačke, no Britanci su tim pojmom (Sasi) označavali sve germanske doseljenike. Potonji su postupno bili sve utjecajniji (vidi anglosaska Engleska). Pikti u sjevernoj Škotskoj su također bili izvan prikladna područja.

## Vanjske poveznice
- Stranice Vortigern Studies - usmjerene su na Vortigern, ali toliko duboko zadiru u temu da se može pratiti poslijerimsku britansku povijest
- The History Files - Opširna zbirka podataka koja pokriva sve povijesne države, uključujući sveobuhvatne osobine, zemljovide koji idu u detalje, popis vladara svake države
- Etničke i kulturne posljedice rata između Sasa i romaniziranih Brita